# Jan Snijders (judopionier)
Jan Snijders (Den Haag, 23 april 1921 - Bilthoven, 3 juni 2014) was een pionier op het gebied van judo en jiujitsu in Nederland en houder van de 7e dan judo. 
In 1938 begon Snijders met jiujitsu en boksen in Den Haag, en in 1941 deed hij met goed gevolg examen voor jiujitsuleraar. Hij werd in Frankrijk opgeleid door de Fransman Jean De Herdt en de Japanner Haku Michigami. Snijders opende op 24 juli 1942 in Utrecht zijn dojo

, 
de Eerste Utrechtse Jiu-Jitsu School.

 
Sportschool Snijders, waar boksles en jiujitsu werd gegeven, werd een begrip in Utrecht, vooral nadat Snijders judo introduceerde. Heren, dames en kinderen konden er in 1947 les krijgen. De school verhuisde in 1952 naar het Achter Clarenburg.
 
Jan Snijders was de eerste houder van de eerste dan judo in Nederland. Hij behaalde de graduering in Parijs bij de Japanner Kawaishi in september 1948.
Jan Snijders is een van de oprichters van de Nederlandse Judo en Jiujitsu Bond, de voorloper van de Judo Bond Nederland.
Bij de eerste Nederlandse kampioenschappen judo voor professionals in 1950 werd Snijders, op het toneel van concertzaal Tivoli in Utrecht, de eerste Nederlandse kampioen.
Als aanvankelijk enige houder van de zwarte band judo was Snijders bevoegd om examens af te nemen. In die hoedanigheid was Snijders meer dan 20 jaar voorzitter van de gradencommissie. 
Jiujitsu was populair, vooral door de succesvolle detective-stripverhalen van Dick Bos, die de edele vechtsport gebruikte in zijn strijd tegen gespuis en geboefte. De schrijver en tekenaar ervan, Alfred Mazure, was leerling jiujitsu in Den Haag geweest bij Maurice van Nieuwenhuizen. Samen met Jaap Nauwelaerts de Agé fungeerde Snijders als tegenstander van Dick Bos, gespeeld door Maurice van Nieuwenhuizen, in de gelijknamige film.

## De oorlog
Jan Snijders was drager van het Verzetsherdenkingskruis, hem verleend voor zijn verdiensten in het verzet gedurende de oorlog, een periode waarover hij niet veel sprak, en waarvan hij een blijvend trauma overhield.
De oorlog bracht hem naar Utrecht, omdat in zijn woonplaats Den Haag door de Duitsers jacht werd gemaakt op jonge mannen om in Duitse fabrieken tewerk te worden gesteld. In zijn sportschool gaf Snijders les aan leden van het verzet, wat mogelijk was doordat de Duitsers sportscholen over het algemeen ongemoeid lieten. 
Hij was ook leider van een knokploeg, maar werd verraden en opgepakt en ook ter dood veroordeeld. In een kleine donkere cel in het huis van bewaring aan het Wolvenplein in Utrecht in 1945, 24 jaar oud, vreesde Snijders voor z'n leven. Toen hij dacht dat het moment was aangebroken dat hij zou worden gefusilleerd, bleken het de Engelse bevrijders te zijn, die zijn cel openden.